# Lebersee (Teupitz)
Der Lebersee ist ein rund 10 Hektar großes Gewässer in Egsdorf, einem Ortsteil der Stadt Teupitz im Landkreis Dahme-Spreewald im Land Brandenburg.

## Lage
Der See liegt im westlichen Bereich der Gemarkung von Egsdorf. Südlich schließt sich das Naturschutzgebiet Kleine und Mittelleber an. Dort befindet sich mit dem Galluner Kanal auch der Zufluss, der von Süden in den See entwässert. Südwestlich ist der Zossener Ortsteil Zesch am See, nördlich der Mittenwalder Ortsteil Töpchin, östlich das Stadtzentrum.

## Geschichte und Nutzung
Im Schmettauschen Kartenwerk von 1767 bis 1787 ist das Gewässer bereits verzeichnet. Südlich ist ein kleinerer See zu erkennen, der mittlerweile jedoch verlandet ist. Bis 1945 existierte noch ein Vorwerk, das im 21. Jahrhundert jedoch ebenfalls nicht mehr vorhanden ist. Auf der Gemarkung ist jedoch noch ein Wohnplatz ausgewiesen. Es existieren keine ausgewiesenen Badestellen. Ein Wanderweg führt am östlichen Ufer am See vorbei.